# Яганське сільське поселення
Яга́нське сільське поселення — муніципальне утворення в складі Малопургинського району Удмуртії, Росія. Адміністративний центр — село Яган.
Населення — 1529 осіб (2015; 1459 в 2012, 1416 в 2010).
До складу поселення входять такі населені пункти:
| Населений пункт       | Населення, осіб (2010) | Населення, осіб (2012) |
| --------------------- | ---------------------- | ---------------------- |
| Дома 1096 км, починок | 16                     | 16                     |
| Усп'ян, присілок      | 21                     | 25                     |
| Яган, село            | 1379                   | 1418                   |

В поселенні діють середня школа (Яган), садочок, фельдшерсько-акушерський пункт, клуб, 2 бібліотеки.
Серед промислових підприємств працюють ТОВ «Малапургаліс» філіал «Удмуртліс», ТОВ «Іжгіпроліс», ТОВ «Стін» та ВАТ «Яганський ОРС».